# Гумматова, Айгюн Айдын кызы
Айгюн Айдын кызы Гумматова или Айгюн Бейлер (азерб. Aygün Aydın qızı Hümmətova, азерб. Aygün Bəylər; 22 августа 1975, Баку — 6 января 2024, Анкара) — азербайджанская певица, Заслуженный артист Азербайджана (2002).

## Биография и творчество
Айгюн Бейлер родилась 22 августа 1975 года в Баку. Она получила первое музыкальное образование в музыкальной школе Дворца культурного по классу нагара. 
В 1988 году Азербайджанская Государственная Детская Филармония проводит конкурсный отбор талантливых детей, и в том же году 13-летняя Айгюн была принята в филармонию. Её первые профессиональные выступления на сцене также пришлись на это время.
Она приняла себе артистический псевдоним в честь своего учителя, Бейлера Гулиева.
С этого времени начинаются первые профессиональные выступления филармонических детских коллективов на больших сценах, гастроли в различные города и регионы, а также за границу.
В 1995 году Айгюн Бейлер основала первый профессиональный музыкальный коллектив, названный в честь Шовкет Алекперовой, и начала активную концертную деятельность. Она представляла азербайджанское музыкальное искусство как на телевидении, радио, на крупных государственных мероприятиях, так и за границей.
В 1998 году Айгюн поступила на факультет ханенде Азербайджанской Государственной Консерватории, где открылась новая страница в её художественном развитии. Она изучала тонкости мугама у известных мастеров таких как Ариф Бабаев, Ислам Рзаев, Агахан Абдуллаев, Эльхан Музаффаров, а также у Алима Гасымова.
В 2002 году Айгюн Бейлер была удостоена звания Заслуженного артиста Азербайджанской Республики.
В 2005 году на международном фестивале фольклора в Самарканде она выступила в составе фолк-мугам трио и была признана победителем, получив первое место.
С 2005 по 2010 годы Айгюн Бейлер активно участвовала в музыкальных фестивалях во многих странах мира, давала сольные концерты во Франции, Испании, Марокко, США, Великобритании, России, Турции, Греции, Германии, Южной Корее, Швеции, Дании и др.
В 2012 году Айгюн Бейлер поступила на факультет симфонической дирижировки и композиторства Азербайджанской Государственной Музыкальной Академии.
Долгое время лечилась от онкологического заболевания. 6 января 2024 года появились сообщения о её смерти. Похоронена на кладбище в Сураханы.